# Lepanthes homotaxis
Lepanthes homotaxis är en orkidéart som beskrevs av Carlyle August Luer och Rodrigo Escobar. Lepanthes homotaxis ingår i släktet Lepanthes och familjen orkidéer.
Artens utbredningsområde är Ecuador. Inga underarter finns listade i Catalogue of Life.